# Stipe Alar 91
Stipe Alar 91, известный также как ALAR — хорватский пистолет-пулемёт кустарного производства, который использовался в годы войны в Хорватии и Боснии. Получил название в честь своего конструктора, участвовавшего в войне за независимость Хорватии и застреленного в собственном доме.

## Описание
Ударно-спусковой механизм, затвор, ствол и магазин заимствованы у MP-38/40. Ручка выполнена из дерева. Скорость полёта пули — 400 м/с. Используются магазины на 32 патрона калибра 9 мм.